# Iwan Christoforowitsch Oserow

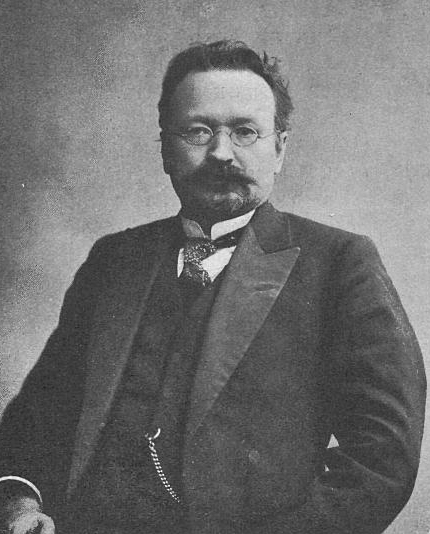
Iwan Christoforowitsch Oserow

Iwan Christoforowitsch Oserow (russisch Иван Христофорович Озеров; * 28. Apriljul. / 10. Mai 1869greg. im Dorf Sanino bei Tschuchloma; † 10. Mai 1942 in Leningrad) war ein russisch-sowjetischer Ökonom, Jurist und Hochschullehrer.

## Leben
Oserow stammte aus einer leibeigenen Bauernfamilie der Adelsfamilie Katenin und besuchte die zweijährige Volksschule. Die Lehrer erkannten seine Begabung und halfen seiner Mutter, ihn auf die städtische Schule in Tschuchloma zu schicken. Dann besuchte er das klassische Jungengymnasium in Kostroma mit einem Sussanin-Stipendium (1881–1889). Nach dem Abschluss mit einer Goldmedaille begann er das Studium an der Kaiserlichen Universität Moskau (IMU) in der Juristischen Fakultät. Bei Iwan Iwanowitsch Janschul studierte er die Wirtschaftswissenschaften. Nach dem Abschluss mit einem Diplom I. Klasse 1893 wurde er Richter-Kandidat am Moskauer Gerichtshof.
Ab Januar 1894 bereitete sich Oserow am Lehrstuhl für Finanzrecht der IMU auf eine Professur vor. Im März 1895 wurde er Privatdozent der IMU. Im Januar 1896 wurde er auf eine Studienreise nach Europa geschickt. In Deutschland, England, Frankreich und der Schweiz sammelte er Materialien über die Besonderheiten der Entwicklung der Steuersysteme, der Prinzipien des Finanzrechts, der Zollpolitik, der Unternehmer-Arbeitnehmer-Beziehungen, der Evolution der Kooperation u. a. 1898 wurde er nach Verteidigung seiner Dissertation über die Ertragsteuer in England und die gesellschaftlichen Bedingungen ihrer Einführung zum Magister promoviert. Im Februar 1900 verteidigte er mit Erfolg seine Doktor-Dissertation über die Direkte Besteuerung in Deutschland im Zusammenhang mit den ökonomischen und gesellschaftlichen Bedingungen für die Promotion zum Doktor der Wissenschaften. 1901 wurde er zum Außerordentlichen Professor und im März 1903 zum Ordentlichen Professor des Lehrstuhls für Finanzrecht der IMU ernannt. Mit seinen vielen Veröffentlichungen zu Problemen der Modernisierung der sozial-ökonomischen und staatlichen Ordnung Russlands wurde er sehr bekannt. Mit seinen Ergebnissen stand er der deutschen Historischen Schule der Nationalökonomie und den Erkenntnissen Thorstein Veblens nahe.
Aufgrund seiner Vorlesungen wurde Oserow von den Studenten sehr geschätzt. Die Dichter Maximilian Alexandrowitsch Woloschin und Lew Lwowitsch Kobylinski gehörten zu seinen Studenten und Freunden. Oserow entwickelte die Idee, eine Studentenbank zu gründen für die Vergabe von Darlehen an Studenten mit Rückzahlung nach dem Studium. Unter dem Pseudonym S. Ichorow veröffentlichte er literarische Werke.
Ab 1901 beteiligte sich Oserow an der Tätigkeit der auf Initiative Sergei Wassiljewitsch Subatows gegründeten Gesellschaft für gegenseitige Hilfe der Arbeiter des Maschinenbaus, organisierte populärwissenschaftliche Vorträge für Arbeiter im Historischen Museum und entwarf eine Satzung. Als bekannt wurde, dass an der Gründung der Gesellschaft die Ochrana beteiligt war, gab Oserow die Vorträge nicht auf und ließ sich in einem Schiedsverfahren von Personen des öffentlichen Lebens bestätigen, dass die Vorträge nützlich waren.
Nach der Russischen Revolution 1905 hielt Oserow das zaristische Regierungssystem für veraltet und unfähig, die anstehenden gesellschaftlichen und wirtschaftlichen Probleme zu lösen. 1906 veröffentlichte Oserow ein Buch über die Aufgaben und die Mittel zur Verwaltung von Großstädten, in dem er die vergleichsweise rückständigen Verkehrsverbindungen der russischen Städte kritisierte und die Grundlagen der Stadtplanung darstellte.
Im Sommer 1907 wurde Oserow an die Kaiserliche Universität St. Petersburg versetzt, blieb aber auch Privatdozent der IMU. Dazu hielt er Vorlesungen an den Bestuschewskije kursy, an Nikolai Pawlowitsch Rajews Höheren Literarisch-Historischen Kursen für Frauen und an der Pädagogischen Akademie. 1909 wurde er von der Akademie der Wissenschaften und den Universitäten in den Staatsrat gewählt.
1911 wurde Oserow auf Einladung Alexei Iwanowitsch Putilows Ratsmitglied der Russisch-Asiatischen Bank. Nach Oserows kritischem Artikel über die Spekulationen der Banken musste er die Bank wieder verlassen. Oserow war Aktionär und Vorstandsmitglied der Lena-Goldfelder, der Jerewaner Zementfabrik, der Tulaer Landbank und anderer Unternehmen. Dem Unternehmer Iwan Dmitrijewitsch Sytin schlug er die gemeinsame Herausgabe einer Zeitung zur Beeinflussung des öffentlichen Bildungsstandes vor, aber Sytin lehnte ab, um Regierungsaufträge für Lehrbücher nicht zu gefährden. Oserow schrieb Drehbücher für Alexander Alexejewitsch Chanschonkow. 1911 stiftete Oserow sein gesamtes Kapital für die kostenlose Verteilung seiner Bücher und Artikel zur Förderung des Bildungsstandes und der Kreativität in allen russischen Gemeinden und Fabriken. Er folgte damit dem Beispiel des Mäzens Christofor Semjonowitsch Ledenzow, zu dessen Testamentsvollstreckern er gehörte.
Im Juli 1911 wurde Oserow an die IMU zurückberufen und leitete den Lehrstuhl für Finanzrecht. Gleichzeitig war er ab Oktober 1912 außerplanmäßiger Ordentlicher Professor am Moskauer Handelsinstitut und lehrte Geschichte des Wirtschaftslebens und der Wirtschaftswissenschaft an der Städtische Moskauer Schanjawski-Volksuniversität. Er nahm an der Arbeit verschiedener Regierungskommissionen teil, hielt öffentliche Vorträge in vielen russischen Städten und beriet Unternehmer, Ingenieure und Buchhalter. Im Januar 1914 wurde er zum Wirklichen Staatsrat (4. Rangklasse) ernannt. Im selben Jahr wurde er Mitglied der juristischen Prüfungskommission der IMU.
Nach der Februarrevolution 1917 verließ Oserow im April 1917 die IMU. Kurz vor der Februarrevolution hatte er mit dem Kauf und Verkauf von Aktien der Jerewaner Zementfabrik einen Gewinn von mehr als 1 Million Rubel gemacht. Den Ministern der Provisorischen Regierung warf er vor, dass sie sich über verkehrsbehindernde Versammlungen stritten und nicht über die Bodenreform.
Nach der Oktoberrevolution blieb Oserow im Lande. Er entwickelte das Konzept einer Landwirtschaftsbank, untersuchte die Finanzprobleme des Binnen- und Außenhandels und studierte die Probleme einer wissenschaftlichen Organisation der Arbeit. 1918 wurde er Wirtschaftsberater des Staatsoberhaupts des Ukrainischen Staats Hetman Pawlo Skoropadskyj, nach dessen Scheitern und Emigration er 1919 nach Moskau zurückkehrte und Vorlesungen im Industrie-Institut hielt. 1919–1921 lehrte er am Moskauer Finanz-Ökonomie-Institut (MFEI) des Volkskommissariats für Finanzen. Er arbeitete im Institut für ökologische Forschung. 1920/1921 lehrte er an der nun Staatlichen Moskauer Universität (MGU) in der Fakultät für Gesellschaftswissenschaften. 1922 wurde Oserow für die Ausweisung per Philosophenschiff in Betracht gezogen, aber schließlich wurde er als ungefährlich eingestuft. 1927 ging er in Pension.
Am 28. Januar wurde Oserow verhaftet und in die Butyrka gebracht. Er wurde zur Höchststrafe (Erschießen) verurteilt, die durch 10 Jahre Freiheitsentzug ersetzt wurde. 1931 kam er in das Lager auf den Solowezki-Inseln und dann an den Weißmeer-Ostsee-Kanal. 1933 wurde er amnestiert und fuhr nach Woronesch zu seiner dorthin verbannten Frau. Am 19. Juni 1935 hob das Zentrale Exekutivkomitee der UdSSR Oserows Verurteilung auf. 1936 wurde er mit seiner Frau im Haus der Alten Wissenschaftler in Leningrad untergebracht. Dort starb er während der Leningrader Blockade an Hunger. Er wurde auf dem Piskarjowskoje-Friedhof begraben.
Die Staatsanwaltschaft der UdSSR beschloss am 21. Januar 1991 Oserows vollständige Rehabilitierung.

## Ehrungen
- Russischer Orden der Heiligen Anna II. Klasse (1909)[5]
- Orden des Heiligen Wladimir IV. Klasse (1912)[11]